# Star Wars: A Rossz Osztag
A Star Wars: A Rossz Osztag (eredeti cím: Star Wars: The Bad Batch) egy amerikai animációs sorozat, melyet Dave Filoni készített a Disney+ streamingszolgáltatóra. Része a Csillagok háborúja univerzumának, illetve spin-offja A klónok háborújának. A sorozatot a Lucasfilm Animation készíti, Jennifer Corbett mint fő író és Brad Rau mint felügyelő rendező.
Dee Bradley Baker szólaltatja meg a Rossz Osztag tagjait, akik genetikai változtatásokkal ellátott elit klónkatonák. Ezen változtatások miatt nem hajtották végre a Palpatine császár által elrendelt 66-os parancsot, amivel majdnem kiirtották az összes Jedit, így a Birodalom dezertőreinek számítanak. Menekülés és bújkálás közben küldetéseket vállalnak el életben maradásuk érdekében.
Az osztagon túl Baker az összes többi klón hangja. Michelle Ang adja Omega, a női klón hangját, aki csatlakozik a csapathoz. A sorozatot 2020 júliusában jelentették be mint A klónok háborúja spin-offját, Filonival, Corbettel és Rauval együtt mint készítők.
A Rossz Osztag premierje 2021. május 4-én volt és a 16 epizódja augusztus 13-ig futott. A második évad szintén 16 epizódos volt, 2023. január 4-én kezdődött és március 29-én fejeződött be. A harmadik, egyben utolsó évadot 2023 áprilisában jelentették be és 2024. február 21-én indult. 15 epizódból áll és május 1-én ért véget.

## Ismertető
A 99-es klónerő, azaz a Rossz Osztag egy genetikai változtatásokkal ellátott elit klónosztag, akik A klónok háborúja záró évadában jelentek meg először. Ellentétben a többi klónnal, ők nem teljesítik a 66-os parancsot mutációiknak köszönhetően. Ezért menekülőre fogják, miközben Wilhuff Tarkin azon mesterkedik, hogy kivezessék a klónokat és a helyükre a birodalmi rohamosztagosok kerüljenek.

## Szereplők

### Főszereplők
| Szereplő               | Eredeti hang      | Magyar hang    | Leírás |
| ---------------------- | ----------------- | -------------- | --- |
| Vadász (Hunter)        | Dee Bradley Baker | Király Adrián  | Az osztag vezetője, képes érzékelni az elektromágneses frekvenciákat bárhol a bolygón. Azaz Vadász egy kiváló térkép. |
| Zúzó (Wrecker)         | Dee Bradley Baker | Bognár Tamás   | Az osztag legerősebb tagja, erőssége a közelharc, de tériszonya van. |
| Tech                   | Dee Bradley Baker | Szabó Máté     | Az osztag legokosabb tagja, erőssége az elektronikai eszközök használata. A második évad végén feláldozza magát, hogy a társai megmenekülhessenek. |
| Célkereszt (Crosshair) | Dee Bradley Baker | Horváth Illés  | A Rossz Osztag legjobban célzó tagja, erőssége a pontos lövés. Társaival ellentétben a Galaktikus Birodalom oldalán marad, mert az inhibitor chipje működőképes és a chip hatékonyságát Tarkin megnöveli. Ám később ráébred, hogy ő jelentéktelen a Birodalom számára. Majd börtönbe zárják, a Tantiss-hegyen, miután megölte Nolan hadnagyot. A harmadik évad elején, innen szökik meg Omegával. Ezután újra az osztag tagja lesz. |
| Echo                   | Dee Bradley Baker | Simon Kornél   | Korábban a Domino-szakasz és az 501-es légió tagja. Halottnak hitték, de kiderült, hogy életben van, ezért Anakin, Rex és a Rossz Osztag megmentette őt. Ezek után csatlakozott a csapathoz. |
| Omega                  | Michelle Ang      | Staub Viktória | A Köztársaság utolsó mutált klónkatonája. A csapat tagjai elviszik a Kamino-ról és beveszik maguk közé. Külsőre gyermeknek tűnik, de valójában a csapat minden tagjánál idősebb. |

### Mellékszereplők
| Szereplő                  | Eredeti hang         | Magyar hang     | Leírás |
| ------------------------- | -------------------- | --------------- | --- |
| Klónkatonák               | Dee Bradley Baker    | Varga Rókus     | Jango Fett DNS-e alapján készült klón katonái a Köztársaságnak, később pedig a Birodalomnak. Később már nem kellenek nekik, így nyugalmazzák őket. |
| Rex százados              | Dee Bradley Baker    | Bolla Róbert    | A klónok háborúja hőse. Az 501-es légió századosa, Anakin Skywalker és Ahsoka Tano alatt szolgált. Korábban találkozott a Rossz Osztaggal. Ő bízta meg a Martez nővéreket, akik az Ord Mantell-re irányították őt. Amikor megtudja, hogy a fiúk inhibitor chipje nincs kiszedve, elutazik velük a Braccára, hogy ott kiszedjék. |
| AZI-3                     | Ben Diskin           | Molnár Levente  | Becenevén AZI, egy kaminoi orvosdroid. Korábban segített kiszedni Tup (CT-5385) és Fives (CT-5555) klónkatonák inhibitor chipjeit. (Teljes neve: AZI-345211896246498721347) |
| Wilhuff Tarkin            | Stephen Stanton      | Ujréti László   | Korábban kapitány a Galaktikus Köztársaságban, a sorozat közben a Galaktikus Birodalom admirálisa, később pedig nagymoffja. Halálakor a Halálcsillag parancsnoka. |
| Lama Su                   | Bob Bergen           | Csuha Lajos     | Kamino miniszterelnöke. Felbérli Cad Bane-t, hogy vigye el neki Omegát, hogy klónozhassanak belőle. Ezek után megöletné őt. |
| Nala Se                   | Gwendoline Yeo       | Mezei Kitty     | A kaminoi orvosok vezetője. Védi Omegát, ezért felbérli Fennec Shand-et, hogy ő megvédje a lányt Lama Su-tól és az általa felbérelt fejvadászoktól. |
| Rampart Admirális         | Noshir Dalal         | Tokaji Csaba    | A Galaktikus Birodalom admirálisa. Ő mondja el a lakosoknak (holoüzeneten keresztül), hogy mi az a lánckód. Továbbá az ő feladata, hogy megalakítsa az első nem-klón birodalmi hadosztályokat. |
| ES-02                     | Tina Huang           | Bálint Adrienn  | A Célkereszt által vezetett birodalmi alakulat további tagjai. |
| ES-03                     | Ness Bautista        | Juhász Levente  | A Célkereszt által vezetett birodalmi alakulat további tagjai. |
| ES-04                     | Daheli Hall          | Vámos Mónika    | A Célkereszt által vezetett birodalmi alakulat további tagjai. |
| Ciddarin ,,Cid" Scaleback | Rhea Perlman         | Bessenyei Emma  | Egy trandoshai nő, aki pénzért vagy információért ad munkát. |
| Bolo                      | Liam O’Brien         | Szrna Krisztián | Egy ithóriai, aki Cid kocsmájában töltötte idejét Ketch-csel. |
| Ketch                     | Sam Riegel           | Szabó Andor     | Egy Weequay, aki Cid kocsmájában töltötte idejét Boloval. |
| Phee Genoa                | Wanda Sykes          | Kocsis Mariann  | Cid ismerőse, egy kincskereső. |
| Riyo Chuchi               | Jennifer Hale        | Erdős Borcsa    | A Pantora szenátora, aki a klónok érdekeiért szólal fel a szenátusban. |
| Royce Hemlock             | Jimmi Simpson        | Pásztor Tibor   | Egy klónozó doktor, aki felkéri Lama Su-t, hogy együttműködésre bírja Nala Se-t. |
| Emerie Karr               | Keisha Castle-Hughes | Ágoston Katalin | Dr. Hemlock alá tartozó doktor, akit Jango Fett-ből klónoztak. |

### További szereplők
| Szereplő                        | Eredeti hang          | Magyar hang         | Leírás |
| ------------------------------- | --------------------- | ------------------- | --- |
| Narrátor                        | Tom Kane              | Várkonyi András     | Az első rész narrátora. |
| Depa Billaba                    | Archie Panjabi        | Németh Kriszta      | Caleb Dume mestere, a sorozat első részében életét veszti a 66-os parancs miatt. Története a kánonban még egyszer el van mesélve a Star Wars: Kanan: Az első vér című képregénykötetben, csak ott egy kicsit másképp.                                                               |
| Caleb Dume                      | Freddie Prinze Jr.    | Pál Dániel Máté     | Egy Jedi, Depa Billaba padawanja. Megkedvelte a Rossz Osztag tagjait, de a 66-os parancs után távol tartotta magát tőlük, főleg úgy, hogy Célkereszt rálőtt többször is. |
| B1-es rohamdroidok              | Matthew Wood          | Bor László          | A Független Rendszerek Konföderációja harci robotjai. A klónok háborújában a klónkatonák ellenségei voltak, így a Rossz Osztag tagjai is ellenségnek tekintik őket. |
| Sheev Palpatine / Darth Sidious | Ian McDiarmid         | Reviczky Gábor      | Korábban Galaktikus Köztársaság kancellárja, a sorozat idején, utána a Galaktikus Birodalom császára, közben pedig végig a Sith sötét nagyura. Ő adja ki a 66-os parancsot és kiáltja ki az Első Galaktikus Birodalmat.                                                             |
| Saw Gerrera                     | Andrew Kishino        | Barabás Kiss Zoltán | Korábban az Onderon szabadságharcosa, később pedig extrém lázadó. Valami történhetett A klónok háborúja és a Galaktikus Polgárháború között, amiért Saw egy extrém lázadó lett. |
| Grey százados                   | Dee Bradley Baker     | Juhász Zoltán       | Depa Billaba és Caleb Dume alatt szolgáló klónszázados. |
| Cut Lawquane                    | Dee Bradley Baker     | Varga Rókus         | Egy klón dezertőr. Két évvel a sorozat előtt segített ápolni Rex századost. A sorozat idején bujkál, majd menekül a Birodalom elől. Családjával sikeresen el is ment a Saleucamiról.                                                                                                |
| CX-2                            | Dee Bradley Baker     | Varga Rókus         | Egy orgyilkos klón, akinek törölték a személyiségét és átkondicionálták. Parancsba kapta, hogy fogja el Omegát a Birodalomnak. |
| Howzer százados                 | Dee Bradley Baker     | Varga Rókus         | Cham Syndulla alatt szolgáló klónszázados. Ellentétben sok klónnal, neki nem működik jól vagy nem működik a chipje, ezért segít megszöktetni a rabokat. Elmondja gondolatait a klónkatonák előtt és meglepetésre sokan melléállnak, de Célkereszt parancsára ezeket letartóztatják. |
| Gregor                          | Dee Bradley Baker     | Dányi Krisztián     | Nem tetszett neki a rohamosztagosok kiképzése, ezért megszökött, de elkapták. A Rossz Osztag kimentette őt Rex kérésére. Korábban több halálközeli élménye volt, megbolondult. |
| Wilco százados                  | Dee Bradley Baker     | Makranczi Zalán     | Egy birodalmi klónkatona, aki a Serennon felügyeli a hadizsákmány elszállítását. |
| Cody Parancsnok                 | Dee Bradley Baker     | Mesterházy Gyula    | Egy birodalmi klónkatona, aki a Desixen történtek után dezertál. |
| Cade                            | Dee Bradley Baker     | Varga Rókus         | Egy klónkatona, aki megfenyegeti Rampart admirálist, de mielőtt cselekedhetne lelövik. |
| Slip                            | Dee Bradley Baker     | Varga Rókus         | Cade társa, aki eleinte hezitál, de testvére halála után Chuchi szenátor és Rex segítségét kéri. Viszont ő sem menekül el, Rampart végrehajtója őt is megöli. |
| Mayday                          | Dee Bradley Baker     | Varga Rókus         | Egy klónkatona, akit zavarja a Birodalom nemtörődése. |
| Wolffe Parancsnok               | Dee Bradley Baker     | Orosz Gergely       | Egy birodalmi klónkatona, akit a Tethre vezényeltek hogy elkapják Rexet és a csapatát. De végül elengedte őket. |
| Scorch Parancsnok (Perzselő)    | Dee Bradley Baker     | Hám Bertalan        | Korábban a legendás Delta-osztag nevű klónkommandós egység tagja volt, viszont a Birodalom megszületése után azt a feladatot kapta, hogy sorozott katonákat képezzen ki. |
| Nemec                           | Dee Bradley Baker     | Bordás János        | A Rex százados által vezetett klón felkelés tagjai. A klónok háborúja alatt, feltehetően a 41-es légióban szolgáltak. |
| Tűzgolyó (Fireball)             | Dee Bradley Baker     | TBA                 | A Rex százados által vezetett klón felkelés tagjai. A klónok háborúja alatt, feltehetően a 41-es légióban szolgáltak. |
| Hilo Hadnagy                    | Dee Bradley Baker     | Stern Dániel        | Wolffe Parancsnok hadosztályában szolgál a Tethen, mialatt a klón felkelőket üldözik. |
| Fenevad (Batcher)               | Dee Bradley Baker     | Eredeti hang        | Egy nőstény lurka-kopó, aki Omegával és Célkeresztel együtt megszökött a Tantiss-hegyről. |
| Mox                             | Daniel Logan          | Bogdán Gergő        | Klónkadétok, akiket a Birodalom hátrahagyott a Setronon, miután kudarcba fulladt a siklóinda kísérleti projekt. |
| Deke                            | Julian Dennison       | Nagy Gereben        | Klónkadétok, akiket a Birodalom hátrahagyott a Setronon, miután kudarcba fulladt a siklóinda kísérleti projekt. |
| Stak                            | Julian Dennison       | Nagy Gereben        | Klónkadétok, akiket a Birodalom hátrahagyott a Setronon, miután kudarcba fulladt a siklóinda kísérleti projekt. |
| Suu Lawquane                    | Cara Pifko            | Pap Katalin         | Cut Twi'lek felesége. |
| Shaeeah Lawquane                | Nika Futterman        | Boldog Emese        | Egy Twi'lek-ember, aki Cut és Suu Lawquane lánya. Egy öccse is van, Jek. |
| Jek Lawquane                    | Kath Soucie           | TBA                 | Egy Twi'lek-ember, aki Cut és Suu Lawquane fia. Egy nővére is van, Shaeeah. |
| ES-01                           | Emilio Garcia-Sanchez | Maday Gábor         | A Célkereszt által vezetett birodalmi alakulat 1-es számú tagja. Parancsnoka lelőtte őt, amiért nem teljesítette a parancsot. |
| Fennec Shand                    | Ming-Na Wen           | Horváth Lili        | Egy fiatal, tapasztalatlan fejvadász, akit Nala Se bérelt fel, hogy megvédje Lama Su-tól. |
| Raktárvezető                    | Taran Killam          | Bácskai János       | A raktárvezető, aki Fennec Shand-nek jelenti az osztag jelenlétét. |
| CG-67                           | Grey DeLisle          | Kiss Erika          | A Kereskedő protokldroidja, aki a főnöke másik három droidnak. |
| Raney                           | Liam O’Brien          | Szatmári Attila     | Egy zigériai rabszolgatartó csoport vezetője. |
| Pyke követ                      | Liam O’Brien          | Sótonyi Gábor       | A Pyke szidnikátus által küldött személy, aki átveszi a csempészárut. |
| Bib Fortuna                     | Matthew Wood          | TBA                 | Jabba udvarmestere. Neki szállítják le a rancort. |
| Rafa Martez                     | Elizabeth Rodriguez   | Kanyó Kata          | Trace nővére. Korábban együtt dolgoztak Ahsoka Tano-val, itt pedig egy Birodalomellenes férfinak dolgoznak, aki lehet Bail Organa, de Saw Gerrera is. |
| Trace Martez                    | Brigitte Kali         | Andrusko Marcella   | Rafa húga, együtt dolgoznak, de engedelmeskedik nővérének. |
| Taun We                         | Rena Owen             | Rátonyi Hajni       | Lama Su segédje. A miniszterelnök arra kéri fel őt, hogy vigye el neki Omegát és adja át a jutalmat Cad Bane-nek. |
| Bragg százados                  | Shelby Young          | Sági Tímea          | A Raxuson állomásozó birodalmi tiszt. Bebörtönözteti a bolygó szenátorát. |
| Lenk                            | Shelby Young          | Hám-Kereki Anna     | Gobi Glee egyik követője. |
| Ailish                          | Shelby Young          | Márta Éva           | Bayrn anyja. |
| Bayrn                           | Shelby Young          | Eredeti hang        | Egy Tarlafar fajba tartozó erőérzékeny csecsemő, akit Cade Bane és Todo 360 elrabol, a Birodalom számára. |
| Avi Singh                       | Alexander Siddig      | Hirtling István     | A Raxus szenátora. Nem tetszik neki a Birodalom, ezért bebörtönzik. Megmenti őt a Rossz Osztag. |
| GS-8                            | Sian Clifford         | Kelemen Kata        | Avi Singh szenátor segéddroidja. |
| Cham Syndulla                   | Robin Atkin Downes    | Laklóth Aladár      | Hera apja és Eleni férje. A Birodalom mellett áll, mert megbízik a klónokban. Miután lányát letartóztatták, minden megváltozott. Később a Rylothi felkelés vezetője lesz. |
| Eleni Syndulla                  | Ferelith Young        | Orosz Anna          | Hera anyja és Cham felesége. Nem bízik a Birodalomban, de nem áll ellen, addig, amíg Herát le nem tartóztatják. |
| Hera Syndulla                   | Vanessa Marshall      | Engel-Iván Lili     | Cham és Eleni lánya. Megszökik a Birodalom elől, majd segítséget hív. Kieszel egy tervet, hogy meggyőzze Vadászt a kimentésről. Később a Lázadó Szövetség tagja lesz, a Szellem pilótája.                                                                                           |
| Chopper (C1-10P)                | Dave Filoni           | Eredeti hang        | Hera droidja. Segített neki a szökésben. Az ő társa lesz egész életére. |
| Orn Free Taa                    | Phil Lamarr           | Sipos Imre          | Ryloth szenátora. Látszólag meghalt, de később kiderül, hogy életben maradt. |
| Gani Riduli                     | Phil Lamarr           | Kapácsy Miklós      | Politikus, a Szenátusban. |
| Gobi Glee                       | Corey Burton          | Kapácsy Miklós      | A klónháborúkban Cham alatt szolgált, ugyanígy lesz a Rylothi lázadásnál. Barátjával ellentétben, ő nem bízik a Birodalomban. |
| Cad Bane                        | Corey Burton          | Forgács Gábor       | Egy fejvadász, aki a klónháborúk alatt a szeparatistáknak dolgozott. Most a Lama Su bízta meg azzal, hogy vigye el nekik Omegát. Miután meglőtte Huntert, meglép Omegával. Fennec Shand-del kerül összetűzésbe, és elveszíti foglyát.                                               |
| Todo 360                        | Seth Green            | Kossuth Gábor       | Cad Bane segéddroidja. Az ő "segítségével" szökik meg Omega. |
| Roland Durand                   | Tom Taylorson         | Posta Victor        | Egy feltörekvő csempész, aki magáévá teszi Cid kocsmáját. |
| Romar Adell                     | Héctor Elizondo       | Beratin Gábor       | Serennoi lakos, segít a csapatnak. |
| Grotton kormányzó               | Max Mittelman         | Ágoston Péter       | A Desix birodalmi kormányzója. |
| Tawni Ames                      | Tasia Valenza         | Bánfalvi Eszter     | A Desix Birodalom előtti kormányzója. |
| Grini Millegi                   | Ernie Hudson          | Orbán Gábor         | Egy dowuti akinek tartozik Cid. |
| Mokko                           | Jonathan Lipow        | Orbán Gábor         | Az Ipsidon bolygón lévő, ipszium bányák tulajdonosa, aki kiszolgáltattottá tette, a bányászokat. |
| Gungi                           | Jonathan Lipow        | Eredeti hang        | Egy Wookiee Jedi padawan, aki túlélte a 66-os parancsot. |
| Kommentátor                     | Jonathan Lipow        | Láng Balázs         | A zavargóverseny kommentátora. |
| TAY-0                           | Ben Schwartz          | Karácsonyi Zoltán   | Cid zavargóverseny-pilótája. |
| Bail Organa                     | Phil LaMarr           | Sörös Sándor        | Az Alderaan szenátora, aki támogatja Chuchi szenátor javaslatát. |
| Mas Amedda                      | Stephen Stanton       | TBA                 | A Császár jobbkeze. |
| Kereskedelmi Céh szenátor       | Jennifer Hale         | Szórádi Erika       | Gossmani származású szenátor a Birodalmi Szenátusban. |
| Halle Burtoni                   | Jameelah McMillan     | Agócs Judit         | A Kamino korábbi szenátora, aki segít Chuchi szenátornak bebizonyítani Rampart bűnösségét. |
| Nolan hadnagy                   | Crispin Freeman       | Jánosi Ferenc       | Egy birodalmi tiszt, aki utálja a klónkatonákat. |
| Benni Baro                      | Yuri Lowenthal        | Czető Ádám          | Ipsziumbányász és tolvaj, aki ellopta, a Rossz Osztag hajóját. |
| Drake                           | Aleks Le              | Pálmai Szabolcs     | Mokko legjobban teljesítő ipsziumbányásza. |
| Shep Hazard                     | Imari Williams        | Egressy Tamás       | Pabu polgármestere. |
| Lyana Hazard                    | Andy Allo             | Laudon Andrea       | Shep lánya, aki barátra talál Omega személyében. |
| Orson Krennic                   | Ben Mendelsohn        | Csankó Zoltán       | A Csillagpor projekt, azaz a Halálcsillag munkálatainak vezetője, részt vesz a csúcstalálkozón. |
| Barton Coburn                   | Dee Bradley Baker     | Dézsy Szabó Gábor   | A Köztársaság korábbi admirálisa, részt vesz a csúcstalálkozón. |
| Hurst Romodi                    | Andy de la Tour       | Bartók László       | Birodalmi tábornok, részt vesz a csúcstalálkozón. |
| Kereskedő                       | Bobby Moynihan        | Bartók László       | Egy kereskedő, akinek eladják Echo-t droidként, hogy elszökjön. |
| Maylur hadnagy                  | Alain Uy              | Megyeri János       | Az eriadui bázis birodalmi hadnagya. |
| Lady Isa Durand                 | Anjelica Huston       | Menszátor Magdolna  | Roland Durand anyja, a Durand Tanács vezetője. |
| Mann kapitány                   | Harry Lloyd           | Péter Richárd       | Korrupt birodalmi tiszt, a Lau bolygón. |
| Dr. Scalder                     | Helen Sadler          | Vámos Mónika        | Dr. Hemlock alá tartozó doktor. |
| Novitz hadnagy                  | Jeffrey Boehm         | Fáncsik Roland      | Birodalmi tiszt, a 003-as birodalmi állomáson. |
| SP-54 / Eva                     | Olwyn M. Whelan       | Schmidt Regina      | A Birodalom által elrabolt, magas M-számú gyerekek. |
| SP-32 / Jax                     | Ivan Sinitsin         | Rostás Ábel         | A Birodalom által elrabolt, magas M-számú gyerekek. |
| SP-39 / Sami                    | Naiya Singh Padilla   | Schmidt Karolina    | A Birodalom által elrabolt, magas M-számú gyerekek. |
| Asajj Ventress                  | Nika Futterman        | Varga Klára         | Dooku gróf egykori tanítványa, aki később fejvadász lett a klónok háborúja során. |

### Magyar változat
- Magyar szöveg: Blahut Viktor
- Hangmérnök és vágó: Bogdán Gergő
- Gyártásvezető: Rába Ildikó (1-2. évad), Bogdán Anikó (3. évad)
- Szinkronrendező: Dobay Brigitta
- Produkciós vezető: Máhr Rita (1-2. évad), Orosz Katalin (3. évad)
- További magyar hangok: Bartók László, Bálint Adrienn, Bordás János, Farkas Zita Erzsébet, Fehérváry Márton, Hám Bertalan, Németh Attila István, Orosz Gergely, Pál Tamás, Szrna Krisztián

A szinkront a Disney Character Voices International megbízásából az SDI Media Hungary készítette.

## Epizódok
| Évad | Évad | Epizódok | Eredeti sugárzás  | Eredeti sugárzás    | Magyar sugárzás   | Magyar sugárzás   |
| Évad | Évad | Epizódok | Évadpremier       | Évadfinálé          | Évadpremier       | Évadfinálé        |
| ---- | ---- | -------- | ----------------- | ------------------- | ----------------- | ----------------- |
|      | 1.   | 16       | 2021. május 4.    | 2021. augusztus 13. | 2022. június 14.  | 2022. június 14.  |
|      | 2.   | 16       | 2023. január 4.   | 2023. március 29.   | 2023. január 4.   | 2023. március 29. |
|      | 3.   | 15       | 2024. február 21. | 2024. május 1.      | 2024. február 21. | 2024. május 1.    |

### 1. évad (2021)
| Sor. | Év. | Cím                                       | Rendező                                        | Író                             | Premier                              |
| --- | --- | ----------------------------------------- | ---------------------------------------------- | ------------------------------- | ------------------------------------ |
| 1. | 1.  | Utóhatás (Aftermath)                      | Steward Lee, Saul Ruiz és Nathaniel Villanueva | Jennifer Corbett és Dave Filoni | 2021. május 4. 2022. június 14.      |
| A Rossz Osztag a Kaller nevű bolygóra érkezik segíteni Depa Billaba Jedi Mesternek és Padawanjának, Caleb Dume-nak. Le is győzik a szeparatistákat, de még fellélegezni sincs idejük, mert Palpatine kiadja a 66-os parancsot. Mestere arra kéri Calebet, hogy fusson. Menekülés közben a csapattal találja szembe magát, de bennük sem bízik, ezért menekül előlük is. A csapat tagjai nem értik, hogy mi van, ezért Vadász és Célkereszt a Padawan után futnak, Zúzó felügyeli, hogy ki megy utánuk, Echo és Tech pedig a simáknál érdeklődnek affelől, hogy mi az a 66-os parancs. Mivel Célkereszt rálő Calebre, ezért ő teljesen elvesztett bizalmát a 99-es klónosztagban. Miután elmenekül, Célkereszt felelősségre vonja Vadászt, aki azt hazudja neki, hogy Caleb meghalt. A Kaminora visszaérve látják, hogy minden klón a Jedik ellen fordult. A szobájukban Célkereszt elmondja a többieknek, hogy Vadász élni hagyta a Jedi fiút. Tech elmondja, hogy a mutációiknak hála nem működik a chip-jük és amiért Echo-t félig droiddá alakították át, őrá sincs hatással. Az összes klón kaminon meghallgatja Palpatine szenátus előtti beszédét, amiben létrehozza az Első Galaktikus Birodalmat. Eközben pedig megérkezik Tarkin Admirális. Miután visszamentek a kabinba, harci szimulációra hívják őket. Az első hullámot gond nélkül teljesítik, de amikor Tarkin beveti a valódi tűzerővel rendelkező robotokat, már egy kicsit nehezebben boldogulnak velük. Tarkinnak tetszett, hogy különleges taktikákat alkalmaznak, de Nala Se-től megtudja, hogy inhibitor chipjeik nem hatnak rájuk nagy mértékkel. Ezért egy küldetésre küldi el az öt klónt, az Onderonra. Azt hiszik, hogy szeparatista droidok lesznek az ellenségeik, de kiderül, hogy korábbi köztársasági harcosok és civilek. A Saw Gerrera vezette csapat elfogja, de elengedi őket annak reményében, hogy a Birodalom ellen fordulnak. Célkeresztnek nem tetszik, hogy nem teljesítik a küldetést, ezért egy kis vita alakul ki. A vita közepette Vadász kilő egy birodalmi kutasz droidpt, amit Tarkin küldött az ellenőrzésükre. Szóba kerül Omega, mert ő figyelmeztette Vadászt Tarkinra és Tech elmondja róla, hogy ő az ötödik felfejlesztett klón, mert Echo egy "sima". Elhatározzák, hogy visszamennek érte a Kaminora. Ott elfogják őket a klónok, mert Tarkin árulóknak nyilvánította és bebörtönözte a csapatot. Szerencséjükre Omega is ott van, mert tilosban járt. Célkeresztet-t elválasztják tőlük, hogy megerősítsék benne a chip hatását. Sikeresen kijuttatják Omegát, aki a klónok mögé lopózva hatástalanítja a pajzsot. Visszafutnak a hajójukhoz, hogy felöltözzenek és elmenjenek Crosshairért. Ehelyett ő jön hozzájuk birodalmiként, új páncélban. Sikeresen megmenekülnek, kisebb sérülésekkel és a J-19-es szektor (Suolriep szektor) felé veszik az irányt. |     |                                           |                                                |                                 |                                      |
| 2. | 2.  | Katonai jelenlét (Cut and Run)            | Steward Lee                                    | Gursimran Sandhu                | 2021. május 7. 2022. június 14.      |
| A csapat a Saleucamira ment, hogy találkozzanak Cut Lawquane-nel, a dezertőr klónnal és családjával. Azért mentek hozzájuk, hogy odaadják nekik Omegát, mert úgy gondolták nem lennének képesek olyan nevelést adni, mint Cut. Továbbá ők nem olyan életet élnek, amibe a gyereket is bele lehetne illeszteni. Kiderült, hogy Rex is ott járt előző nap. Ki akarták juttatni Cutékat a Saleucamiról, viszont kiderült, hogy minden hajót és értelmes élőlényt azonosítanak lánckódokkal. Technek az az ötlete támadt, hogy bejelentik a saját hajójukat és Echoval szereznek kódkártyákat, viszont az későn tudták meg, hogy Omega is a hajón volt, akit Cutékkal együtt el akartak vinni a szállítóhajón. Echo megszerezte és Omega elvitte a lánckódokat Cutnak. A lány viszont úgy döntött, hogy a klóncsapattal marad. Sikeresen elmenekültek a bolygóról, viszont a hajójuk megsérült. |     |                                           |                                                |                                 |                                      |
| 3. | 3.  | Cserék (Replacements)                     | Nathaniel Villanueva                           | Matt Michnovetz                 | 2021. május 14. 2022. június 14.     |
| A csapat lezuhan egy ismeretlen, kopár holdon, mivel hajójuk megsérült, de Omegának hála, a hajójukat megjavítva tovább folytatják utukat. A másik történetszálban Célkereszt egy nem klónokból álló osztagot kapott, akikkel az Onderonra megy, hogy kiirtsák Saw Gerrera lázadóit. Azonban Gerrera nincs ott, csak néhány társával találkoznak, akiket Célkereszt kegyetlenül kivégeztet. Az egyik katonáját is lelövi, amiért az nem teljesítette a parancsot. |     |                                           |                                                |                                 |                                      |
| 4. | 4.  | Sarokba szorítva (Cornered)               | Saul Ruiz                                      | Christian Taylor                | 2021. május 21. 2022. június 14.     |
| A csapat kénytelen leszállni a Pantora bolygón, hogy készleteket szerezhessenek és módosításokat hajthassanak végre a hajójukon, amik segítségével kijátszhatják az őket köröző Birodalmat. A landolásirányítója kiadta a hollétüket Fennec Shand-nek, akit egy egyelőre ismeretlen megbízó bérelt fel Omega elfogására. Fennec hamar megtalálja a lányt, aki eltévedt a városban. A bizalmába férkőzik, de Vadásznak sikerül megmentenie. Eközben a többiek éppen időben elvégzik a hajón a módosításokat, hogy a csapat biztonságosan elhagyhassa a bolygót. |     |                                           |                                                |                                 |                                      |
| 5. | 5.  | Tombolás (Rampage)                        | Steward Lee                                    | Tamara Becher-Wilkinson         | 2021. május 28. 2022. június 14.     |
| A csapatnak információra van szüksége, hogy ki lehet a titokzatos fejvadász, aki rájuk támadt a Pantorán és ki bérelte fel. Ezért az Ord Mantellre mennek, ahol Echo tud egy informátorról, aki a Jediknek szolgált információkkal a klónok háborúja idején. A bolygón meg is találják a Cid nevű trandoshai nőt, aki csak akkor segít nekik, ha ők cserébe elvégeznek neki egy küldetést: egy Muchi nevű gyermeket kell kiszabadítaniuk zigériai rabszolgakereskedők fogságából. A helyszínen azonban ők is a zigériaiak fogságába esnek, de Omega segítségével sikerül kiszabadulniuk és Muchit is kiszabadítják, akiről kiderül, hogy valójában egy fiatal rancor. Az állatot leszállítják Cid megbízójának, Bib Fortunának, a nő pedig cserébe elárulja nekik, hogy az Omegára vadászó fejvadász Fennec Shand. |     |                                           |                                                |                                 |                                      |
| 6. | 6.  | Leszerelés (Decommissioned)               | Nathaniel Villanueva                           | Amanda Rose Muñoz               | 2021. június 4. 2022. június 14.     |
| A csapatnak pénzre van szüksége a túléléshez, ezért egy újabb küldetést vállalnak el Cid számára. Egy koréliai lebontóüzembe kell menniük, hogy megszerezzék egy taktikai droid fejét, amely értékes stratégiai információkat tartalmaz. Azonban nem csak ők érkeztek ide ezzel a céllal, hanem Trace és Rafa Martez is. Omega miatt az üzem személyzete észreveszi, hogy ott vannak, így a két rivális csapatnak össze kell dolgoznia, hogy megszerezzék a droid fejét és élve kijussanak az üzemből, azonban a menekülés során Wrecker fejsérüléseket szenved, amelyek kis híján aktiválják a fejében lévő inhibitor chipet. Végül kijutnak az üzemből, és az osztag úgy dönt, a Martez testvéreknek adják a fejet, mert az ő megbízójuk a Birodalom elleni harcban használná az abban rejlő információjukat. |     |                                           |                                                |                                 |                                      |
| 7. | 7.  | Hegek (Battle Scars)                      | Saul Ruiz                                      | Jennifer Corbett                | 2021. június 11. 2022. június 14.    |
| Éppen egy újabb küldetésről térnek vissza Cid kocsmájába, ahol egy régi ismerősük, a korábbi klónszázados, Rex fogadja őket. Kiderül, hogy a Martez testvéreket is ő bérelte fel. Amikor megtudja, hogy az osztag tagjai még nem vetették ki a fejükből az inhibitor chipjeiket, a Braccára küldi őket, ahol egy bontásra váró Venator-osztályú csillagromboló orvosi központjában ki tudják venni azokat. Zúzó chipje azonban fejsérülései miatt ismét aktiválódik még mielőtt kivehetnék, és ezúttal nem tudja féken tartani a hatását. Zúzó a chip befolyása alatt csapattársai ellen fordul és majdnem megöli Omegát, de Vadász még időben közbelép és egy kábítólövedékkel ártalmatlanítja. Végül sikerül eltávolítaniuk mindannyiuk inhibitor chipjét, azonban a Lebontó Céh emberei észreveszik a csapatot, és értesítik a Birodalmat, hogy a dezertált klónosztag a Braccán tartózkodik. |     |                                           |                                                |                                 |                                      |
| 8. | 8.  | Újra együtt (Reunion)                     | Steward Lee                                    | Christian Taylor                | 2021. június 18. 2022. június 14.    |
| Rampart admirális elküldi Célkeresztet az osztag után, akiket nem elkapnia, hanem megölnie kell. Jól ismeri testvéreit, tudja mit akarnak tenni, így elvágja a hajóhoz vezető útjukat. Ezért az osztag a hajtóművön keresztül próbál elmenekülni. Célkereszt előre megjósolta, hogy így lesz és beindíttatta a hajtóművet, ellenségei viszont ketté robbantották a hajtóművet, így leváltak róla. A zűrzavarban Vadász és Omega eljutottak a hajóhoz, ahol viszont elvesztette párbaját Cad Bane ellen. A fejvadász elvitte Omegát. |     |                                           |                                                |                                 |                                      |
| 9. | 9.  | Elvesztett zsákmány (Bounty Lost)         | Brad Rau és Nathaniel Villanueva               | Matt Michnovetz                 | 2021. június 25. 2022. június 14.    |
| Az Omega utáni keresés közben Tech elmondja, hogy Omega egy módosítatlan klónja Jango Fettnek. Eközben Cad Bane a Bora Viora tart, ahol átadja a lányt Taun Wenek. Omega átveri Bane droidját, Todo-360-t, aki kiengedi őt. Amikor leszálltak, Omega elmenekült. Bane a nyomába eredt, de Fennec Shanddel találta szembe magát. A két fejvadász párbaja közben Omega jelzett a társainak és elmenekült egy helyi járművel. Szerencsésen visszajutott testvéreihez. |     |                                           |                                                |                                 |                                      |
| 10. | 10. | Közös ellenség (Common Ground)            | Saul Ruiz                                      | Gursimran Sandhu                | 2021. július 2. 2022. június 14.     |
| A következő küldetés során a Raxusra mennek, de Omegát Cidnél hagyják, mert nem akarják veszélybe sodorni. Egy korábbi szeparatista szenátort, Avi Singh-et kell kimenteniük birodalmi fogságból. A szenátor GS-8 nevű droidja helybe igazítja őket és sikeresen kimenekítik a bolygó korábbi képviselőjét a szenátusban. Az Ord Mantellen eközben Omega a dejarik nevű játékban mindenkit legyőzve szerez pénzt Cidnek, így lecsökkentve az adósságukat Ciddel. |     |                                           |                                                |                                 |                                      |
| 11. | 11. | Ördögi alku (Devil's Deal)                | Steward Lee                                    | Tamara Becher-Wilkinson         | 2021. július 9. 2022. június 14.     |
| A Ryloth szenátora Orn Free Taa bejelent egy új birodalmi finomítót a bolygóra és megkéri a bolygó szabadságharcosait, hogy adják le a fegyvereiket, mert nincs már szükség rájuk. A vezetőjük, Cham Syndulla hivatalos álláspontja szerint egyetért, de legbelül nem tartja helyesnek. Ahogy hűséges társa, Gobie Glee sem, aki elviszi Cham lányát, Herát egy küldetésre. Elmennek Ryloth egyik holdjára, ahol a Rossz Osztag várja őket. Tőlük vettek fegyvert, hogy titokban legyen utánpótlás. Mivel Célkereszt a hajójukra lőtt egy nyomkövetőt, elkapták őket, amint visszaértek a bolygóra. Amint ezt Cham megtudta elindult feleségével, Elenivel, hogy kiszabadítsák lányukat. Ez sikerül is, de Célkereszt távolról lelövi Orn Free Taa szenátort, Rampart admirális pedig letartóztatja a többieket a szenátor meggyilkolásának vádjával, de Hera szerencsésen elmenekül. |     |                                           |                                                |                                 |                                      |
| 12. | 12. | Rylothi mentőakció (Rescue on Ryloth)     | Nathaniel Villanueva                           | Jennifer Corbett                | 2021. július 16. 2022. június 14.    |
| Hera segítséget kér és Omega egyből indulna, de Hunter túl veszélyesnek ítéli meg. Omega végül meggyőzi őt és visszatérnek a Rylothra. Hera, Omega, Tech és Zúzó a birodalmi finomítót támadják meg elterelésként, míg Echo és Vadász kiszabadítják Chamet, Elenit és a többi szabadságharcost. Célkereszt egyből rájön korábbi társai taktikájára és csapdát állít nekik. A Cham Syndullához hűséges Howzer százados viszont másik kijárat felé tereli őket, míg ő feltartja a birodalmiakat. Egy birodalomellenes beszédet tart a klónoknak, sokan melléállnak, de letartóztatják őket. Rampart pedig engedélyt ad Célkeresztnek arra, hogy levadássza a Rossz Osztagot. |     |                                           |                                                |                                 |                                      |
| 13. | 13. | Kártevők (Infested)                       | Saul Ruiz                                      | Amanda Rose Muñoz               | 2021. július 23. 2022. június 14.    |
| Az osztag egy küldetésről tér vissza, amikor megtudják, hogy Cid kocsmáját egy Roland Durand nevű devaroni bűnöző tette magáévá. Cid a hajójuknál elmondja, hogy Roland a pyke-oknak dolgozik és felvázol egy tervet. Ellopják a fűszert, amit Roland adna át a pyke-oknak, így megszabadulnak tőle. Mindezt a földalatti vasút segítségével viszik véghez. Roland emberei viszont lefülelik Cidéket és az üldözés közepette felébresztik a kaptárt. Ők megmenekülnek, de a rakomány kiesik, amiért a pyke-ok visszaküldik őket, miután túszul ejtették Omegát. Az osztag sikerrel jár, Rolandot elküldik és Cid visszakapja kocsmáját. |     |                                           |                                                |                                 |                                      |
| 14. | 14. | Harci palást (War-Mantle)                 | Steward Lee                                    | Damani Johnson                  | 2021. július 30. 2022. június 14.    |
| Rex segítségül hívja az osztagot, hogy mentsék ki Gregort a klónkommandóst, aki sorozott katonákat képez ki a Darón. Vadász, Tech és Echo mennek őt kiszabadítani, míg Zúzó és Omega a hajónál maradnak. Ki is szabadítják Gregort, de Vadászt elfogják. Eközben a Kaminón Lama Su és Nala Se menekülni próbálnak, miután a Birodalom eltörli a klónhadsereg szerződést, de Rampart elkapja őket. Nala Se-t életben hagyja, de a miniszterelnökre már nincs szüksége. |     |                                           |                                                |                                 |                                      |
| 15. | 15. | Visszatérés a Kaminora (Return to Kamino) | Nathaniel Villanueva                           | Matt Michnovetz                 | 2021. augusztus 6. 2022. június 14.  |
| Vadászt a kaminoi Tipoca városba szállítják, amit eközben evakuálnak. Célkereszt aktiválja Vadász kommját, így csapdába csalva az osztagot. Omega, Nala Se titkos bejáratán keresztül vezeti be bátyjait az épületbe, ahol AZI-vel is találkoznak. Megtalálják Vadászt, aki megpróbálja meggyőzni Célkeresztet, hogy az inhibitor csippje irányítja őt, de ő felfedi, hogy saját döntéséből szolgálja a Birodalmat. Vadász elkábítja testvérét, viszont Tarkin parancsára Rampart elkezdi bombázni a várost. |     |                                           |                                                |                                 |                                      |
| 16. | 16. | A Kamino bukása (Kamino Lost)             | Saul Ruiz                                      | Jennifer Corbett                | 2021. augusztus 13. 2022. június 14. |
| Mikor már az óceán elkezdi elnyelni a várost, Rampart és a Birodalom távozik. Menekülés közben Omega megmenti az elkábult Célkeresztet, aki majdnem belefulladt a vízbe. Eljutnak Nala Se irodájába, de a csatornák megsérültek. Úgy döntenek, hogy AZI segítségével kapszulákban feljutnak a felszínre, de a droid lemerül. Omega megpróbálja megmenteni, de Célkeresztnek sikerül végül, aki úgy dönt, hogy marad és nem tart korábbi osztagával. |     |                                           |                                                |                                 |                                      |

### 2. évad (2023)[3]
| Sor. | Év. | Cím                                                   | Rendező                          | Író                                 | Premier                             |
| --- | --- | ----------------------------------------------------- | -------------------------------- | ----------------------------------- | ----------------------------------- |
| 17. | 1.  | Hadizsákmány (Spoils of War)                          | Steward Lee                      | Jennifer Corbett                    | 2023. január 4. 2023. január 4.     |
| Épp egy küldetésről értek vissza, amikor Cid bemutatja őket ismerősének, Phee-nek. Miután a nő eltávozott, megbízza őket azzal, hogy a Serennón lopjanak Dooku kincséből amennyit tudnak. A bolygóra érkezés után kettéválik a csapat. Vadász fedezi a többieket, míg ők kirabolják a birodalmi szállítóhajót. Ehhez egy klónt el kellett kábítaniuk és amikor a klón nem jelentkezik parancsnokánál, társai a keresésére indulnak. Figyelemelterelésként Vadász felrobbant két V-szárnyút, de balul sül el, mert a hajókat elindítják és Tech, Omega és Echo rajta ragadtak. Nem sikerül mentőkabinnal megszökniük, így más utat választanak: kidobják a rakományt, azzal együtt saját magukat. |     |                                                       |                                  |                                     |                                     |
| 18. | 2.  | A háború romjai (Ruins of War)                        | Nathaniel Villanueva             | Gina Lucita Monreal                 | 2023. január 4. 2023. január 4.     |
| Egy szikla szélére zuhannak, ahonnan szerencsésen felmásznak. Egy helyi lakos, Romar Adell segít nekik. Tech számára nagyon érdekes információval szolgál: Dooku a saját bolygóját is kizsákmányolta és Serenno nem mindig volt szeparatista. Eközben Vadász és Zúzó egy szeparatista tank ágyújával utat törnek maguknak és eljutnak a hajójukhoz. Omega viszont nem akarja veszni hagyni a kincset és visszamegy érte. Mint kiderült, ez rossz ötlet volt, mert a Birodalom odaért. Nagy csata közepette megérkezik Vadász és Zúzó a Martalóccal és legyőzik az ellenséget. Romar pedig megtanítja Omegának, hogy a boldogság fontosabb a pénznél és a kincseknél. |     |                                                       |                                  |                                     |                                     |
| 19. | 3.  | A magányos klón (The Solitary Clone)                  | Saul Ruiz                        | Amanda Rose Muñoz                   | 2023. január 11. 2023. január 11.   |
| Célkereszt teljes mértékben felépült, miután 32 napot töltött egyedül a Kaminón. Rampart admirális Cody alá osztja be, hogy leszámoljanak a desixi szeparatistákkal. Rengeteg akció közepette bejutnak a városközpontba és Célkereszt lelövi a taktikai droidot. A szepartisták vezetője, Tawni Ames korábban túszul ejtette Grotton kormányzót és hajlandó őt szabadon engedni, ha a Birodalom eltakarodik a bolygóról. Cody sikeresen meggyőzi őt arról, hogy a Birodalom békét akar és hogy őt sem végzik ki. Viszont Grotton kormányzót ez nem érdekli miután szabadon bocsátották. Cody hezitál, ezért Célkereszt lőtte le a nőt. A Coruscantra visszaérve Cody kifejezi nemtetszését Célkeresztnek, majd következő nap kiderül, hogy dezertált. |     |                                                       |                                  |                                     |                                     |
| 20. | 4.  | Gyorsabban (Faster)                                   | Steward Lee                      | Matt Michnovetz                     | 2023. január 18. 2023. január 18.   |
| Zúzó, Tech és Omega Safa Tomába mennek Ciddel, ahol megismerkednek a zavargóversenyzéssel. Cid fogad korábbi társával, Millegivel, mivel tartozik neki. Ha Cid nyer, nem kell kifizetnie adósságait, ha viszont Millegi nyer, Cid sorsa az ő kezébe kerül. Cid elveszíti a versenyt és versenyzője, TAY-0 súlyosan megsérül. Omega még egy versenyt kér és Tech vállalja, hogy vezet. Sikerül nekik és Cidet szabadon engedik, de Millegi figyelmezteti őket, hogy trandoshai nő nem fogja viszonozni hűségüket. |     |                                                       |                                  |                                     |                                     |
| 21. | 5.  | Betemetve (Entombed)                                  | Nathaniel Villanueva             | Christopher Yost                    | 2023. január 25. 2023. január 25.   |
| Egy szemétlerakónál Omega talál egy ősrégi iránytűt, ami Kaldar Trinary rendszerbe vezet. Phee meggyőzi a csapatot és végül oda is utaznak. Egy hegy mélyébe kell bemenniük, ami Phee szerint a Skara Nal. Rengeteg csapda után megtalálják a hegy szívét, amit Phee kihúz a helyéről. Egyből kiderült hogy egy ősrégi pusztító gépezet beindítója volt valójában. A zeffók gépezeteihez hasonlóan elpusztít mindent maga körül. Szerencsére időben leállítják, mielőtt a Martalócot is darabjaira szedte volna. |     |                                                       |                                  |                                     |                                     |
| 22. | 6.  | Törzs (Tribe)                                         | Steward Lee                      | Matt Michnovetz                     | 2023. február 1. 2023. február 1.   |
| Éppen hamis lánckódokat adnak át a Vanguard Axis nevű szervezetnek, amikor Omega egy hangra lesz figyelmes. Kiderül, hogy egy vukitól fogolytól származik. Élőlények csempészetét nem tartják helyesnek, így segítenek megszökni Gunginak, akiről kiderül, hogy Jedi. Úgy döntenek, hogy elviszik őt a Kashyyykra, ahol viszont birodalmiak által felbérelt trandoshaiak égetik fel a falvakat. Végül találnak Gunginak egy falut és legyőzik a fosztogatókat is. |     |                                                       |                                  |                                     |                                     |
| 23. | 7.  | A klónok összeesküvése (The Clone Conspiracy)         | Nathaniel Villanueva             | Ezra Nachman                        | 2023. február 8. 2023. február 8.   |
| Cade megfenyegette Rampart admirálist, hogy kikürtöli Kamino megsemmisítését. Ezt elmondja társának, Slipnek, aki meg akarja állítani, mert félti őt. A 79-es klónbárból kifele jövet kiderül, hogy teljesen jogosan, hiszen Rampart egy mesterlövészt küldött oda. Félsikerrel jár, mert Cade-et megöli, míg Slip elmenekül. Eközben a szenátusban Rampart éppen próbálja elfogadtatni a Védelmi sorozási törvényjavaslatot, aminek a lényege, a klónok lecserélése sorozott rohamosztagosokra. Riyo Chuchi szenátor aggodalmait fejezi ki azzal kapcsolatban, hogy mi lesz a klónokkal ezután, ezért elnapolják a szavazást. A szenátor elmegy a klónbárba és megkérdezi a klónokat, hogy mit szeretnének nyugdíjazásként. Ezután Slip odamegy hozzá és elmondja az igazságot, de a szenátor nem tud egyből hinni neki. Később egy beszélgetés során Bail Organa megerősíti Slip szörnyű állítását. A szenátor azt javasolja neki, hogy keresse fel Halle Burtonit, Kamino korábbi szenátorát, amíg nem akad rá Slipre. Érdekes módon viszont előbb találta meg a klónt, aki elmondja neki, hogy Rampart hajóján van minden bizonyíték, de ekkorra odaér a mesterlövész is és lelövi a Slipet. A szenátor és két testőre menekülnek, de csak Chuchi éli túl akit az utolsó pillanatban Rex ment meg. Az ellenséget viszont csak elkábítja, így megpróbálja kivallatni a klónnak kinéző, de azonosítóval nem rendelkező orgyilkost. Az viszont kiderül róla, hogy nagyon hűséges, mert nem árul el semmit és öngyilkosságot követ el. |     |                                                       |                                  |                                     |                                     |
| 24. | 8.  | Az igazság és következményei (Truth and Consequences) | Steward Lee                      | Damani Johnson                      | 2023. február 8. 2023. február 8.   |
| Rex felhívja az osztagot, akik kis vonakodással, de elmennek. A helyszínen Rex felvázolja a helyzetet és a tervet miszerint ő és az osztag 4 férfi tagja Rampart hajójáról letöltik a bizonyítékokat, míg Omega és Chuchi szenátor meggyőzik Halle Burtonit, hogy tanúskodjon mellettük. Vadászék sikerrel járnak és óriási káoszt ébresztenek azzal, hogy beindítják Rampart venatorát. Ezt kihasználva mentőkabinban menekülnek el. Eközben Omegáék meggyőzik Burtoni szenátort, aki kitárulkozik a szenátus előtt. A bizonyítékok is pontban megérkeznek, de Palpatine elrontja a műsort. Igaz bűnösnek ítéli Rampartot, de mivel a klónok teljesítették Rampart parancsait, úgy gondolja, hogy ők is felelősek, ezért meghirdeti a birodalmi rohamosztagosok korát. |     |                                                       |                                  |                                     |                                     |
| 25. | 9.  | Átkelés (The Crossing)                                | Nathaniel Villanueva             | Brooke Roberts                      | 2023. február 15. 2023. február 15. |
| Az osztag feladatául kapta, hogy ipsziumot bányásszanak, de mialatt ezt csinálják, valaki ellopta a hajójukat. Ezért gyalog indulnak el a legközelebbi településhez, de útközben a vihar elől egy bányába menekülnek, ami beomlik. Omegát nagyon felzaklatja Echo távozása és a Martalóc elvesztése, ezért elvonul. Szerencsés módon talál ipsziumot és Tech segítségével kibányásznak sokat, viszont Omega lezuhan a mélybe. Tech egyből utána ugrik és mindketten vízbe pottyannak. Miután partot értek, odahívják Vadászt és Zúzót is, mert kijáratot találnak. Az ipszium segítségével pedig kirobbantják a barlang falát és eljutnak az elhagyatott faluba. Felhívják Cidet, aki viszont nem akar segíteni, így magukra maradnak. |     |                                                       |                                  |                                     |                                     |
| 26. | 10. | Visszaszerzés (Retrieval)                             | Steward Lee                      | Moisés Zamora                       | 2023. február 22. 2023. február 22. |
| A hajójukat egy Benni Baro nevű lopta el egy Mokko nevű zsarnoknak. Gonky segítségével bemérik a Martalócot és odamennek. A pajzsot viszont ki kell iktatniuk, mielőtt elmenekülnének. Benni beárulja őket, viszont később megbánja és felfedi, hogy Mokko igazságtalanul uralkodott felettük. Mokko meghal a gyerekek szabadok és az osztag útjára indul. |     |                                                       |                                  |                                     |                                     |
| 27. | 11. | Metamorfózis (Metamorphosis)                          | Saul Ruiz                        | Sabir Pirzada                       | 2023. március 1. 2023. március 1.   |
| Egy füstölgő hajó ugrik ki a hiperűrből, amiben egy klónkommandós menekül egy szörnyeteg elől. Eközben a Weyland bolygóra érkezik Royce Hemlock doktor, aki Nala Se együttműködését kéri, de a kaminói nem szándékozik így tenni, miután kiirtották a népét. Dr. Emerie Karr jelenti Hemlocknak, hogy eltűnt egy hajójuk. Ő azt feleli, hogy azonnal keressék meg és szállíttassák oda Kamino korábbi miniszterelnökét, Lama Sut. Eközben Cid hívja a csapatot, hogy raboljanak ki egy hajót, amiről kiderül, hogy a korábban lezuhant hajó. A hajóban semmit sem találnak, de egy kifejletlen Zillo sárkány támad rájuk, aki kiszabadul a hajóból és áramot fogyaszt, gyors fejlődése érdekében. Megérkeznek a birodalmi erők, elfogják a Zillot és minden szemtanút elfognak az osztagot kivéve. A weylandi Tantiss-hegyen Lama Su elmondja Hemlocknak, hogy Nala Set Omegával lehet befolyásolni. |     |                                                       |                                  |                                     |                                     |
| 28. | 12. | Az előőrs (The Outpost)                               | Nathaniel Villanueva és Brad Rau | Jennifer Corbett                    | 2023. március 8. 2023. március 8.   |
| Célkeresztet Nolan hadnagy alá osztják be, aki kifejezetten nem kedveli a klónokat. A Barton IV nevű bolygóról el kell szállítaniuk egy a Birodalom számára fontos szállítmányt, de helyiek ezt próbálják megakadályozni. Mayday parancsnok feladata volt védeni a szállítmányt, de már nagyon kevesen maradtak. Nolan elküldi őt Célkereszttel, hogy levadásszák a helyi rablókat. Ezt sikeresen teljesítik, de a ládákat nem tudták visszaszerezni. Mayday nem éli túl, de ez Nolant a legkevésbé sem érdekli, amiért Célkereszt megöli. Ezek után elájul és elviszik a Tantiss-hegyre, ahol Emerie Karr doktor végez rajta vizsgálatokat. |     |                                                       |                                  |                                     |                                     |
| 29. | 13. | Pabu (Pabu)                                           | Steward Lee                      | Amanda Rose Muñoz                   | 2023. március 15. 2023. március 15. |
| Az osztag kisegíti Phee-t, miközben üzletel és megmentik őt a vevőtől, aki meg akarja őt ölni. Miután sikeresen elmenekülek, Phee elviszi őket Pabura, egy félreeső, békés bolygóra. Megismerik a nő családját, a polgármestert és lányát. Miután egy jót ettek, Omega elmegy a lánnyal hajózni, míg Tech és Phee a naplementét nézik. Vadász veszélyt érez és kiderül, hogy cunami közeleg. A sziget alsó részét kiürítik és Omegáékat kimentik a vízből. |     |                                                       |                                  |                                     |                                     |
| 30. | 14. | Válaszút (Tipping Point)                              | Saul Ruiz                        | Jennifer Corbett és Matt Michnovetz | 2023. március 22. 2023. március 22. |
| Howzert és két társát szállítják a Weylandre, amikor Echo és három társa (Gregor, Nemec és Tűzgolyó) megtámadják a Gozanti osztályú cirkálót és kiszabadítják őket. Megpróbálják megszerezni az úticélt, de ehhez Tech segítségére lesz szükségük. A Martez nővérek garázsába szállítják őket. Eközben Dr. Hemlock kezelésbe veszi Célkeresztet, aki Emerie Karr doktor figyelmeztetése ellenére is szökni próbál. Legalábbis úgy látszik, mert valójában csak egy üzenetet küld el a testvéreinek, de elkapják. Eközben a Pabun Zúzó és Vadász segítenek újraépíteni a várost, míg Tech Omegát tanítja repülni. Echo megérkezik a bolygóra, de Tech csak annyit derít ki, hogy Royce Hemlockhoz, egy korábban kirúgott tudóshoz szállították volna a klónokat. A Weylanden Hemlock biztosítja Tarkint, hogy nem lesz késlekedés a projektjében. Ezután pedig folytatja Célkereszt vallatását. |     |                                                       |                                  |                                     |                                     |
| 31. | 15. | A csúcstalálkozó (The Summit)                         | Nathaniel Villanueva             | Matt Michnovetz                     | 2023. március 29. 2023. március 29. |
| A csapat információt próbál szerezni Hemlockról, de csak annyit tudnak meg, hogy egy találkozóra megy az Eriadura. Úgy döntenek, hogy odamennek és nyomkövetőt raknak a doktor hajójára. Egy vasútvonallal jutnak el Tarkin bázisra, ahol sikeresen felrakják Hemlock hajójára a nyomkövetőt, de kiderül, hogy Saw Gerrera fel akarja robbantani a teljes bázist. Mindkét csapat lelepleződik és menekülni kényszerülnek. A szállítókocsiban ragadnak, amikor Saw robbantása lecsapja az elektromosságot. |     |                                                       |                                  |                                     |                                     |
| 32. | 16. | A 99-es terv (Plan 99)                                | Steward Lee                      | Jennifer Corbett                    | 2023. március 29. 2023. március 29. |
| Egy másik kocsiból rohamosztagosok támadnak az osztagra. Tech pedig elmegy egy tartóoszlophoz, ahol újraindítja az áramellátást. Eközben Tarkin rájukküld egy V-szárnyú osztagot, akik sikeresen kilövik a kabin hátsó részét. Tech pedig ott ragadt és feláldozza magát, hogy a csapat többi tagja túlélje a küldetést. Beindítják a kocsit és a végén kiugranak belőle a végén. Omega megsérül, ezért Cidhez viszik az Ord Mantellre. Ő viszont félti a bőrét és feldobja a csapatot a Birodalomnak, akik rajtuk ütnek. Elfogják Zúzót és Vadászt, cserébe Omegát akarják. Ő felfedi magát és a tűzharc közepette, mindkét testvére megmenekül, míg Echo kimenti őket a Martalóccal. Omegát viszont elfogja Hemlock és a Weylandre szállítja. Ott találkozik Célkereszttel. Három testvére pedig elhatározza, hogy bármi áron, de kiszabadítják. |     |                                                       |                                  |                                     |                                     |

### 3. évad (2024)[4]
| Sor. | Év. | Cím                                                | Rendező                          | Író                                 | Premier                             |
| ---- | --- | -------------------------------------------------- | -------------------------------- | ----------------------------------- | ----------------------------------- |
| 33.  | 1.  | Fogságban (Confined)                               | Saul Ruiz                        | Jennifer Corbett                    | 2024. február 21. 2024. február 21. |
| 34.  | 2.  | Ismeretlen utakon (Paths Unknown)                  | Nate Villanueva                  | Matt Michnovetz                     | 2024. február 21. 2024. február 21. |
| 35.  | 3.  | A Tantiss árnyéka (Shadows of Tantiss)             | Steward Lee                      | Matt Michnovetz                     | 2024. február 21. 2024. február 21. |
| 36.  | 4.  | Más megközelítés (A Different Approach)            | Saul Ruiz                        | Ezra Nachman                        | 2024. február 28. 2024. február 28. |
| 37.  | 5.  | A visszatérés (The Return)                         | Nate Villanueva                  | Amanda Rose Muñoz                   | 2024. március 6. 2024. március 6.   |
| 38.  | 6.  | Beszivárgás (Infiltration)                         | Steward Lee                      | Brad Rau                            | 2024. március 13. 2024. március 13. |
| 39.  | 7.  | Kimenekítés (Extraction)                           | Saul Ruiz                        | Jennifer Corbett és Matt Michnovetz | 2024. március 13. 2024. március 13. |
| 40.  | 8.  | Veszélyes vidék (Bad Territory)                    | Nathaniel Villanueva             | Matt Michnovetz                     | 2024. március 20. 2024. március 20. |
| 41.  | 9.  | Az előhírnök (The Harbinger)                       | Steward Lee                      | Jennifer Corbett                    | 2024. március 27. 2024. március 27. |
| 42.  | 10. | Meghasonlás (Identity Crisis)                      | Saul Ruiz                        | Amanda Rose Muñoz                   | 2024. április 3. 2024. április 3.   |
| 43.  | 11. | Nincs visszaút (Point of No Return)                | Nate Villanueva                  | Amanda Rose Muñoz                   | 2024. április 3. 2024. április 3.   |
| 44.  | 12. | Juggernaut (Juggernaut)                            | Steward Lee                      | Ezra Nachman                        | 2024. április 10. 2024. április 10. |
| 45.  | 13. | Bevetés (Into the Breach)                          | Saul Ruiz                        | Brad Rau                            | 2024. április 17. 2024. április 17. |
| 46.  | 14. | Egyre közelebb (Flash Strike)                      | Nate Villanueva                  | Brad Rau                            | 2024. április 24. 2024. április 24. |
| 47.  | 15. | Megjött a felmentő sereg (The Calvary Has Arrived) | Steward Lee, Saul Ruiz, Brad Rau | Jennifer Corbett                    | 2024. május 1. 2024. május 1.       |

## Készítés

### Háttér
2016 szeptemberére Dave Filoni lemondott A klónok háborújában és a Lázadókban betöltött felügyelő rendező pozíciójáról annak érdekében, hogy új animációs sorozatokat fejleszthessen. 2018 júliusában Filoni bejelentette, hogy A klónok háborúja 7. évada 2020-ban jelenik meg a Disney+ – on. Az évadban egy 4 részes történetív keretében lettek bemutatva először. Korábban az említett epizódok befejezetlen változataiból keringett pár jelenet az interneten. Az osztag ötlete magától a Csillagok háborúja kitalálójától, George Lucastól jött.

### Fejlesztés
A Rossz Osztagot 2020 júliusában jelentették be, mint A klónok háborúja spin-offját. A bejelentés szerint Dave Filoni álmodta meg a sorozatot, aki ezen túl vezető producer Athena Portillo, a felügyelő rendező Brad Rau és a fő író Jennifer Corbett mellett; továbbá Carrie Beck a társ-vezető producer és Josh Rimes a producer. 2021 augusztusában, még az évad utolsó két része előtt megújították egy második évadra. 2023 áprilisában a Star Wars Celebration-ön jelentették be, hogy egy harmadik évad érkezik 2024-ben.

### Színészválogatás
A 2020 decemberi előzetes alapján derült ki, hogy Dee Bradley Baker továbbra is ő adja a csapat tagjainak hangját, amellett, hogy ő az összes többi klónkatona. Később kiderült, hogy Fennec Shand hangját Ming-Na Wen adja, aki korábban A Mandalóriban játszotta el. Továbbá Stephen Stanton és Andrew Kishino is visszatér mint Wilhuff Tarkin és Saw Gerrera.

### Zene
Kevin Kinert 2021 januárjában jelentették be zeneszerzőként, miután ő írta A klónok háborúja és a Lázadók zenéjét. Már A klónok háborújához megírta a csapat témáját, illetve úgy jellemezte a sorozat zenéjét, mint elektronikus és zenekari elemek keveredését.

## Megjelenés
A Rossz Osztag első része 2021. május 4-én, Star Wars-napon jelent meg, egy 75 perces epizóddal. A második rész május 7-én jelent meg, onnantól pedig hetente jelentek meg az epizódok, melyekből összesen 16 volt. A 16 epizódos második évad eredeti premierje 2022. szeptember 28-án lett volna, de végül 2023. január 4-én kezdődött és március 29-én ért véget. Az első-második, a hetedik-nyolcadik és a tizenötödik-tizenhatodik részek egyszerre jelentek meg. A harmadik, egyben utolsó évadot 2023 áprilisában jelentették be és 2024. február 21-én indult. 15 epizódból állt és május 1-én ért véget.

## Díjak és elismerések
| Év   | Díj                 | Kategória                                             | Díjazott | Eredmény | Forr.  |
| ---- | ------------------- | ----------------------------------------------------- | --- | -------- | ------ |
| 2022 | Golden Reel-díj     | Legjobb hangvágás (animációs sorozat)                 | Matthew Wood, David W. Collins, Frank Rinella és Kimberly Patrick (az "Újra együtt" c. epizódért)                                                        | Jelölve  | [ 20 ] |
| 2022 | Szaturnusz-díj      | Legjobb televíziós animációs sorozat                  | Star Wars: A Rossz Osztag | Elnyerte | [ 21 ] |
| 2024 | Golden Reel-díj     | Legjobb hangvágás (animációs tévéműsor)               | David W. Collins, Matthew Wood, Justin Doyle, Kevin Bolen, Kimberly Patrick, Frank Rinella, Margie O’Malley és Andrea Gard (a "Gyorsabban" c. epizódért) | Elnyerte | [ 22 ] |
| 2024 | Producers Guild-díj | Legjobb gyerekműsor                                   | Star Wars: A Rossz Osztag | Jelölve  | [ 23 ] |
| 2024 | Szaturnusz-díj      | Legjobb televíziós animációs sorozat vagy különkiadás | Star Wars: A Rossz Osztag | Elnyerte | [ 24 ] |

## Lásd még
A Csillagok háborúja dátumai

## Fordítás
- Ez a szócikk részben vagy egészben  a   Star Wars: The Bad Batch című angol Wikipédia-szócikk fordításán alapul.  Az eredeti cikk szerkesztőit annak laptörténete sorolja fel. Ez a jelzés csupán a megfogalmazás eredetét és a szerzői jogokat jelzi, nem szolgál a cikkben szereplő információk forrásmegjelöléseként.